# 賓夕法尼亞州州旗
宾夕法尼亚州州旗底色为深蓝色，中央为州徽图案。

## 历史

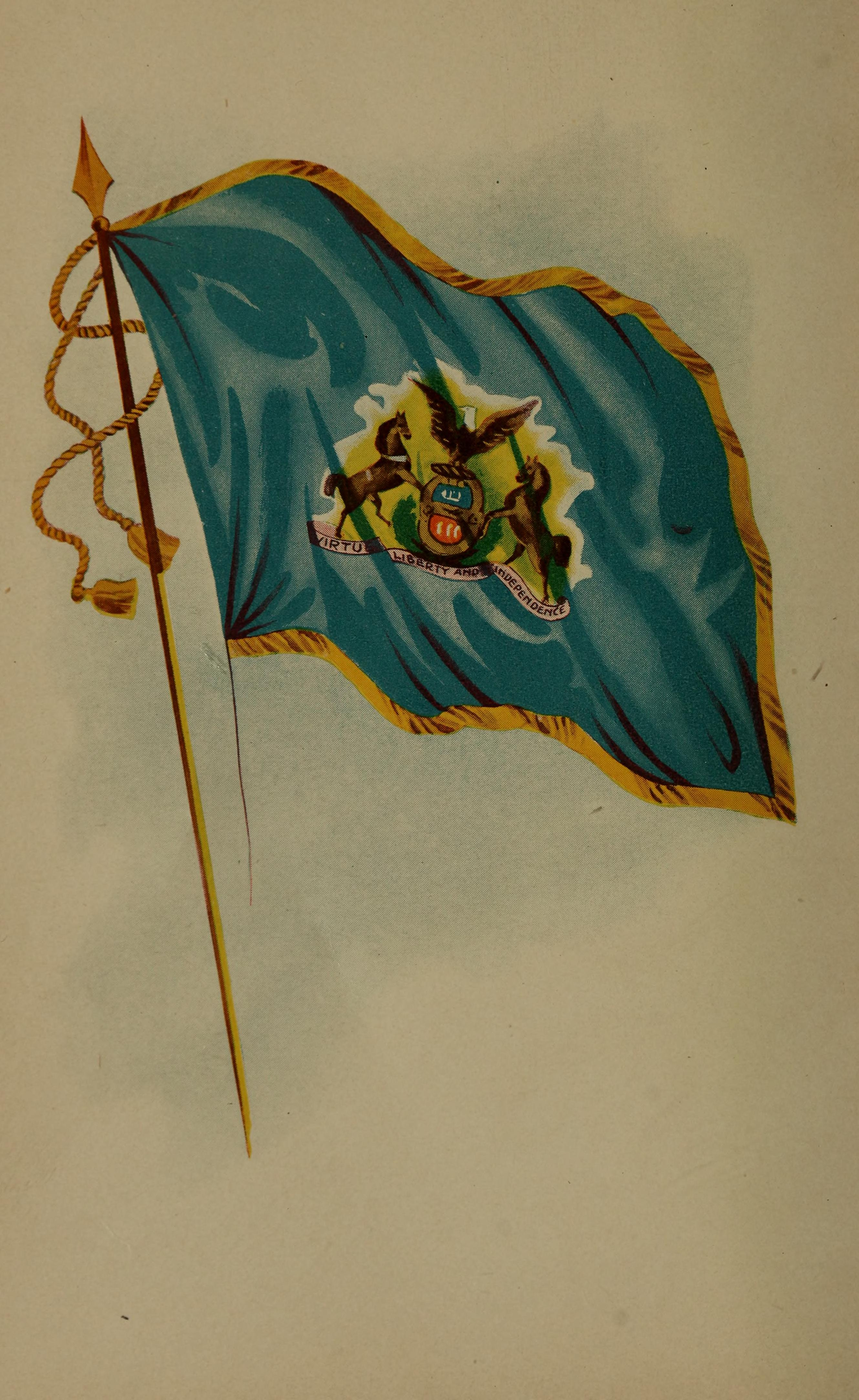
书籍《The Government of the People of the State of Pennsylvania》上印有的宾夕法尼亚州州旗（1902年）

1799年4月9日，宾夕法尼亚州议会批准在该州民兵旗帜上使用州徽图案。这些印有州徽旗帜形式各异，最常见的是将美国国旗中的星形区域换成州徽，还有的旗帜是直接将宾夕法尼亚州州徽的图案直接印在深蓝色的底上。州徽的图案也因旗帜而异，州徽盾形纹章的颜色在1809年进行了改动，而马匹的颜色直到1875年才统一。
州议会最终决定推出标准化州旗以供大家使用，该旗帜是在一片纯蓝色底色上单独印上标准化的州徽图案，并规定其底色“颜色与美国国旗的蓝色底色相同”。这面旗帜于1907年6月13日通过法律颁布。

## 批评及修改尝试
宾夕法尼亚州的旗帜因设计复杂且难以从美国其他类似的州旗中脱颖而出而受到批评，宾夕法尼亚州议会和公众曾多次尝试通过修改旗帜来应对此类批评。

### 2001年北美洲旗帜学协会调查
2001年，北美洲旗幟學協會对其100名会员和337名公众成员进行了调查，评估了72面美国州旗、美国领土旗和加拿大省旗的设计。调查结果显示，宾夕法尼亚州的旗帜在72面旗帜中排名第57，得分为3.69（满分10分）。其低排名归咎于旗帜上州徽图案非常复杂，且该旗帜在众多类似于“州徽放床单”设计中缺乏辨识度，可以说在美国超过一半的州旗中都可以看到类似的设计方式。

### 将“Pennsylvania”添加到旗帜中的尝试（2004年至2014年）
在2004年至2014年间，曾出现过多次在州旗上添加“Pennsylvania”字样的尝试。根据前州议员蒂姆·索洛贝（此人提出了第一批相关法案）的说法，这一举措旨在使宾夕法尼亚州的旗帜更加独特且易于辨识。
尽管该法案在首次提出的前两次会议中未能通过委员会审议，但索洛贝办公室在2006年开展了一项调查，旨在协助完善设计方案并促使其他议员关注该法案，这一法案于2007年5月7日进行了修订。2007年6月11日，宾夕法尼亚州众议院以164票赞成、31票反对通过了该法案。然而参议院州政府委员会始终未对该法案进行审议，最终该法案在宾夕法尼亚州议会两年一届的会期结束时未能通过。
这一修改旗帜的法案在2009年由索洛贝再次提出，接下来在下一会议日，前州议员加里·哈卢斯卡也提出了一项类似的法案，提供了不同的设计方案。然而这两项法案在该会期的委员会中都未被审议。哈卢斯卡的提案在2011-2012和2013-2014会期内再度被重新提出，但两次都未能通过委员会审议，最终胎死腹中。

2004年至2014年提出的州旗设计提案
2004–2007年提案[9][10]，旗帜上添加了用黄色丝带书写的“Pennsylvania”字样
2007–2010年提案[12][13]，用黄色丝带在旗帜顶部书写“Commonwealth”字样，在旗帜底部书写“Pennsylvania”字样，这些文字在州徽旁呈环绕状
2009–2014年提案[14][15][16]，旗帜上方印有写着“Pennsylvania”字样的对称红色花彩，与下方印有州格言的缎带类似。该花彩位于州徽中白头鹰图案的正上方。

### 拱心石旗

“拱心石旗”

2017年，一位名叫塔拉·斯塔克的宾夕法尼亚州居民设计了“拱心石旗”。该旗帜将象征着宾夕法尼亚州的符号拱心石融入三色设计中，其配色采用宾夕法尼亚州州徽上的颜色，有与现有的旗帜相呼应。
这面旗帜在网络旗帜学圈子中获得了广泛关注，还赢得了多个线上比赛，并在密西西比州和犹他州州旗发生重大修改后开始受到更广泛的关注。该设计方案于2022年8月正式发布到公共领域。2022年11月，斯塔克在Kickstarter发起了一项众筹活动，用于印制旗帜并制作其他相关商品。斯塔克总共筹集了超过4,500美元，随后该旗帜开始由多家互不相关的制造商出售。此后这面旗帜的使用范围愈发广泛，特别是有位州议员将其印在领针上佩戴，而多家媒体也提及了此事。

### 2023年的修改尝试
2023年6月16日，宾夕法尼亚州州议员乔·韦伯斯特发布了一份备忘录，其中提议成立一个委员会以“研究州旗的历史，征集新州旗的设计方案，并推荐州旗的修改方案。”为此，他们于2023年6月27日向众议院提出了第163号决议。

## 图库

### 历史上使用的旗帜

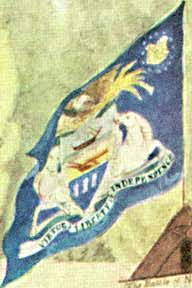
1819年费城中心广场中一幅名为《独立日庆典》的画作中出现的州旗
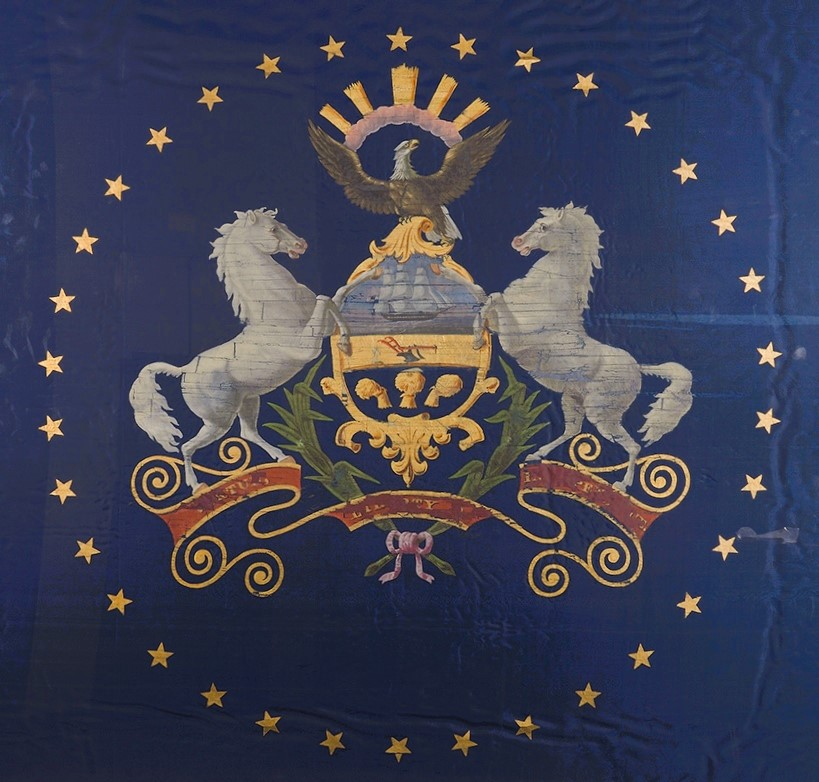
1863年的宾夕法尼亚州州旗，州徽周围有一圈星星。该州旗于1863年11月由费城的一家旗帜制造商制作，供州长柯廷在1863年11月19日葛底斯堡国家公墓落成典礼上使用。
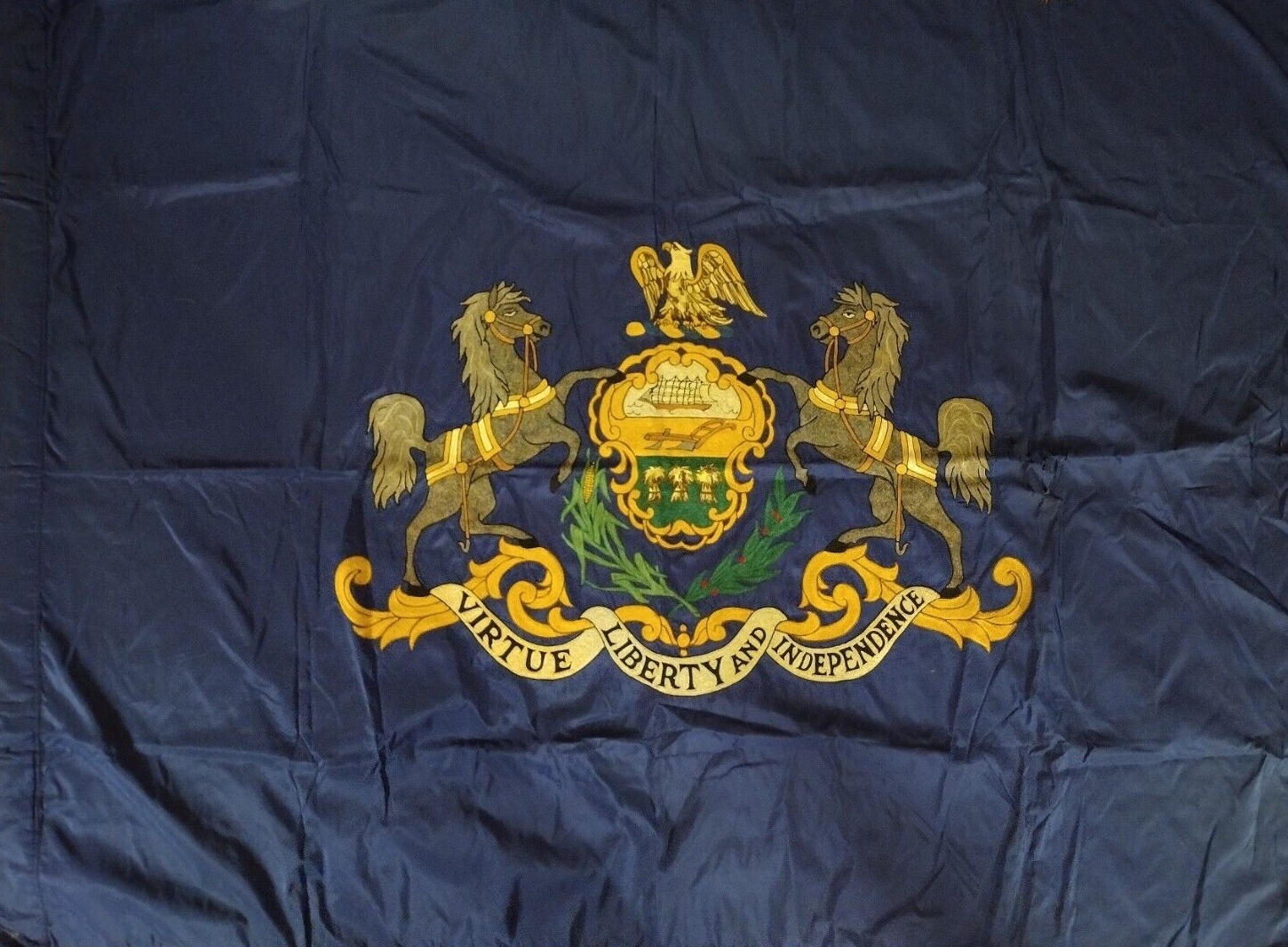
可能是第一次世界大战期间宾夕法尼亚州国民警卫队使用的旗，其图案中的卷轴为白色，而非如今使用的红色。

### 与州旗相关的旗帜

宾夕法尼亚州州长旗
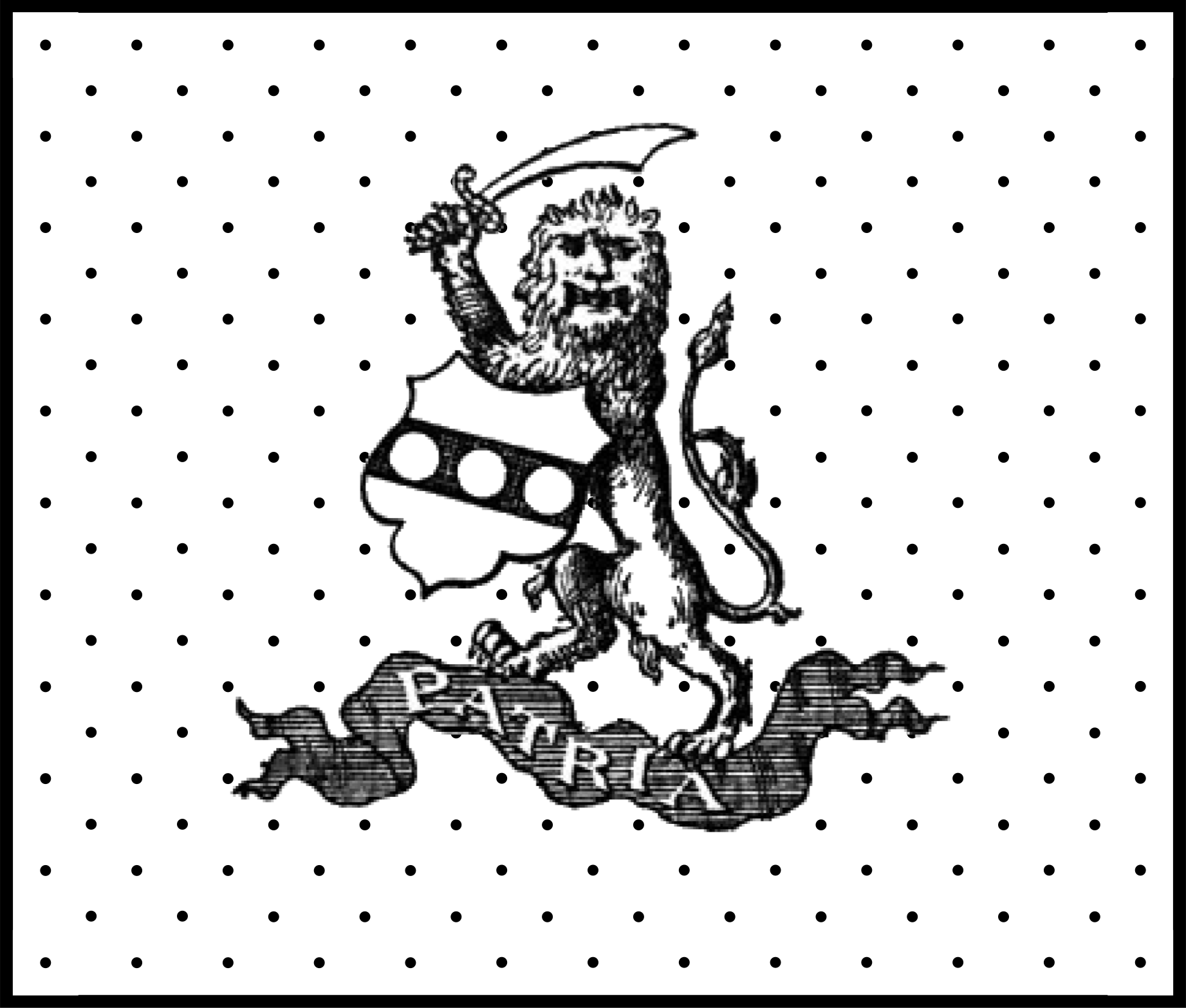
1747年，本·富兰克林设计的宾夕法尼亚联合军[29]（现为第111步兵团和第28步兵师）旗帜。（如为彩色则颜色不详）
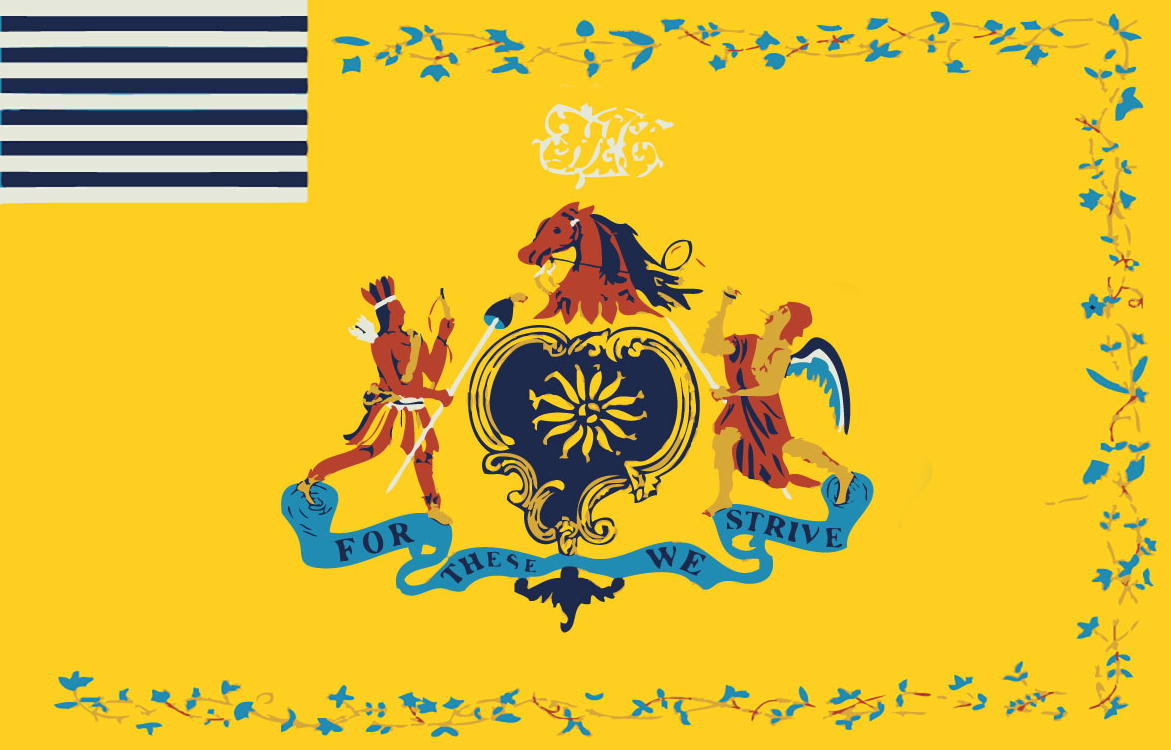
费城轻骑兵第一团的旗帜，[30]该团是独立战争前夕成立的宾夕法尼亚骑兵部队
布兰迪万旗
威士忌叛乱期间使用的旗帜